# Victor Cat
Pour les articles homonymes, voir Cat.
Victor Cat, de son vrai nom Catulle Cambier, né le 10 juillet 1892 à Paris et mort le 2 septembre 1979 à Montfermeil, est un homme politique français
Socialiste très jeune, il adhère au Parti communiste français (PCF) dès sa création, est élu au Comité central en 1925 et le demeure jusqu'en 1929. Rallié à Jacques Doriot sans adhérer au Parti populaire français (PPF), il rejoint la Collaboration en entrant au ministère de l'Information du Régime de Vichy. En fuite après la guerre, il meurt en 1979.

## Biographie

### Jeunesse
Victor Cat adhère aux Jeunesses socialistes du Ve arrondissement de Paris en 1910. Deux ans plus tard, la police signale son élection au secrétariat général du comité national des Jeunesses socialistes révolutionnaires de la Seine. En 1913, alors qu'il réside toujours chez ses parents, dans le Ve arrondissement, il est incorporé au 11e régiment d'artillerie dans le service auxiliaire. 
Lors de la Première Guerre mondiale, il incorpore le 22e régiment d'Artillerie en 1914. En mars de la même année, c'est en tenu militaire qu'il prend la parole lors du congrès constitutif du Parti ouvrier. Cette même année, il entre à la commission des Poudres de Versailles. Jusqu'à la fin de la guerre, il est affecté dans plusieurs industries telles que la Société d'éclairage, chauffage et force motrice de Paris, la Poudrerie nationale d'Angoulême, la Maison Varret et Collet à Avon. En 1917, il se marie, à Paris, avec une femme née en Pologne. À la fin de la guerre, il est démobilisé et voit la naissance de son premier enfant en 1919. 

### Adhésion au PCF et entrée au Comité central
En 1920, après le congrès de Tours, il adhère au PCF et va soutenir activement les candidatures de Fernand Loriot et Boris Souvarine aux élections municipales à Paris. En 1922, il est élu secrétaire adjoint de la 19e section du Parti Communiste. En septembre, il entre à la commission exécutive de la Fédération de la Seine. L'année suivante, il est secrétaire instructeur au 20e secteur de propagande et, en 1924, il présente un rapport, devant le comité fédéral de la Seine, sur l'incorporation de l'appareil parlementaire dans le Parti. Au congrès du PCF à Lyon, il présente le rapport sur le programme d'action municipale. Dans un article des Cahiers du bolchevisme, il se prononce pour associer à l'action municipale du Bloc ouvrier et paysan (BOP) des techniciens qui ont compris que leur place est avec le prolétariat. 
En 1925, le congrès de Clichy approuve son rapport sur la question municipale et il devient membre suppléant du Comité central, avant de devenir membre titulaire l'année suivante. En 1927, il établit un rapport pour le Bureau politique (BP) sur la politique du Parti vis-à-vis de la radio. En 1928, lors d'une élection partielle dans le quartier Amérique de Paris, il recueille trois fois plus de voix que le candidat socialiste. Il devient alors membre du secrétariat de la section information du Comité central. La police le présente, alors, comme le secrétaire de la Société des petits porteurs de fonds russes. Le journal L'Humanité le présente comme un des rares intellectuels resté fidèle à la cause des travailleurs. En avril, il est envisagé comme candidat aux législatives dans la 2e circonscription du XIXe arrondissement, mais, finalement, cette proposition n'est pas retenue. En décembre, lors d'un comité régional parisien, son nom est cité dans la discussion sur les dangers de la "droite" du PCF. Pour Cat, il convient pour le Bloc ouvrier et paysan de se désister pour le candidat socialiste arrivé en tête au premier tour. 
En 1929, la même situation qu'aux élections de 1928 se répète pour les élections municipales, dans le quartier des Grandes-Carrières. Le congrès de Saint-Denis du PCF ne le reconduit pas au Comité central et il aurait démissionné du parti l'année suivante. 
En 1933, Victor Cat part à Nantes où il ouvre un magasin de postes de TSF. 

### Ralliement à la Collaboration
Durant la Seconde Guerre mondiale, il quitte son domicile de Nantes en 1943 avant de devenir collaborateur au ministère de l'Information à Vichy durant l'Occupation. Après guerre, il est décidé de le placer en résidence surveillée, mais la décision ne peut être appliquée car il est en fuite.

## Source
- Dictionnaire biographique du mouvement ouvrier français, Les Editions de l'Atelier, 1997.